# اسماعیل ارحام‌صدر
اسماعیل ارحام‌صدر (زاده ۱۳۰۷ – درگذشته ۲۸ مهر ۱۳۹۲) از هنرمندان عرصه بازیگری، طراحی دکور، طراحی لباس، طراح پوستر و بروشور بود.

## زندگی
او در سال ۱۳۰۷ در شهر اصفهان دیده به جهان گشود. از دهه سی طراحی صحنه نمایش‌های بسیاری را در اصفهان و تهران به عهده داشت. او پس از چند سال کار در تئاتر سپاهان به تهران می‌آید و در تئاتر فردوسی مشغول به کار می‌شود. ارحام صدر در این سال‌ها با گرمسیری، حالتی، فکری و استپانیان همکاری می‌کرد، بعد از آن به گروه «هنر ملی» می‌پیوندد و در طراحی صحنه «مرده خورها» و «محلل» به کارگردانی عباس جوانمرد و افعی طلایی و «بلبل سرگشته» به کارگردانی علی نصیریان همکاری می‌کند.
ارحام صدر همچنین در دهه ۴۰ همکاری خود را در تئاتر و سینما با کارگردانانی مانند جعفر والی (آی باکلاه و آی بی کلاه - بام‌ها و زیربام‌ها)، عباس جوانمرد (پهلوان اکبر می‌میرد، آلونک تئاترهای تلویزیونی و آوازهای شب و معرکه)، داریوش مهرجویی (گاو- آقای هالو)، خلیل دیلمقانی (میرزا کمال الدین)، عزت‌الله انتظامی (مردی که مرده بود و خودش نمی‌دانست)، علی نصیریان (افول)، پرویز کاردان (سریال تلویزیونی مرد اول)، علی حاتمی (سریال هزاردستان) و مانند آن‌ها ادامه می‌دهد.
در جشن طراحان صحنه و چهره‌پردازان خانه تئاتر سال ۱۳۸۵ از اسماعیل ارحام صدر، بخاطر طراح صحنه دهه‌های ۲۰ تا ۶۰ تقدیر شد.

## آثار
از آن جمله کارهای نمایشی او می‌توان به این موارد اشاره کرد:
- «پهلوان اکبر می‌میرد» به کارگردانی (عباس جوانمرد) تهران، تالار سنگلج ۱۳۴۲؛
- «بلبل سرگشته» به کارگردانی (عباس جوانمرد، علی نصیریان) تالار سارا برنار پاریس- تالار سنگلج؛
- «لونه شغال» به کارگردانی (علی نصیریان) تهران، تالار سنگلج، «شهر طلائی» به کارگردانی (عباس جوانمرد) تهران، تالار سنگلج؛
- «مرده‌خورها، افعی طلایی» به کارگردانی (عباس جوانمرد) تهران، تالار فارابی؛
- «محلل و مرده خور» نویسنده (صادق هدایت) به کارگردانی (عباس جوانمرد، علی نصریان)؛
- «آی با کلاه آی بی‌کلاه» به کارگردانی (علی نصیریان)؛
- «بام‌ها و زیر بام‌ها» به کارگردانی (جعفر والی)؛
- «مردی که زنده بود و خود نمی‌دانست» به کارگردانی (انتظامی)؛
- «میرزا کمال‌الدین» به کارگردانی (دیلمقانی)؛
- «اتللو» به کارگردانی (مصطفی اسکویی)؛
- «خسیس مولیر» به کارگردانی (استپانیان)؛
- «غیاث خشت مال» به کارگردانی (علی‌اصغر گرمسیری)؛
- «معروف پینه‌دوز» به کارگردانی (معز دیوان فکری)؛
- «مونتسرا و تارتوف» اجرا توسط گروه سعدی در اصفهان.

## درگذشت
اسماعیل ارحام‌صدر، بعد از ظهر روز یکشنبه ۲۸ مهر ۱۳۹۲، در سن ۸۵ سالگی و در بیمارستان قلب شهیدرجایی تهران در اثر ایست قلبی درگذشت.